# Tailson
Tailson Pinto Gonçalves (Santo André, São Paulo, Brasil, 5 de marzo de 1999), conocido solo como Tailson, es un futbolista brasileño. Juega de delantero y su equipo actual es el ACSM Politehnica Iasi de la Liga I de Rumania.

## Trayectoria
Tailson entró a las inferiores del Santos a los nueve años de edad. Dejó el club en 2014 para entrar al Mauaense, pero regresó en 2015. Fue promovido al primer equipo del club en la temporada 2019.
Dejó el Santos el 19 de abril de 2019, cuando su contrato con el club terminó. A pesar de que la prensa lo vinculó con el FC Barcelona, firmó un contrato y regresó a Santos el 5 de octubre.
Debutó en la Serie A el 5 de octubre de 2019 contra el Vasco da Gama, encuentro en que fue titular y anotó el gol del triunfo.

## Estadísticas
Actualizado al último partido disputado el 16 de agosto de 2020.
| Santos · Brasil                                                                  | 1.ª           | 2019          | 11 | 1 | - | - | 0 | 0 | 0 | 0 | 11 | 1 |
| Santos · Brasil                                                                  | 1.ª           | 2020          | 2  | 0 | 4 | 0 | 0 | 0 | 0 | 0 | 6  | 0 |
| Santos · Brasil                                                                  | Total club    | Total club    | 13 | 1 | 0 | 0 | 0 | 0 | 0 | 0 | 17 | 1 |
| Total carrera                                                                    | Total carrera | Total carrera | 13 | 1 | 0 | 0 | 0 | 0 | 0 | 0 | 17 | 1 |
| (1) Incluye datos de la Copa de Brasil (2) Incluye datos de la Copa Libertadores |               |               |    |   |   |   |   |   |   |   |    |   |